# قائمة الأفلام المصرية سنة 1956
هذه قائمة بالأفلام المصرية لسنة 1956 مرتبة أبجديا

## 1956
- إسماعيل يس طرزان
- إزاي أنساك
- أول غرام
- أين عمري
- رصيف نمرة 5
- شياطين الجو
- موعد غرام
- عيون سهرانة
- القلب له أحكام
- المفتش العام
- دليلة
- شباب امرأة
- صراع في الميناء
- ودعت حبك
- كيلو 99